# تارانتیلا
تارانتیلا (انگلیسی: Tarantella) شرکت نرم‌افزار آمریکایی است، که در سال ۱۹۹۳ تأسیس شد.